# Arrondissement Fontenay-le-Comte
Das Arrondissement Fontenay-le-Comte ist eine Verwaltungseinheit des französischen Départements Vendée innerhalb der Region Pays de la Loire. Verwaltungssitz (Unterpräfektur) ist Fontenay-le-Comte.
Es besteht aus sechs Kantonen und 104 Gemeinden.

## Kantone
- Chantonnay (mit 1 von 16 Gemeinden)
- Fontenay-le-Comte
- La Châtaigneraie
- Les Herbiers (mit 9 von 14 Gemeinden)
- Luçon
- Mareuil-sur-Lay-Dissais (mit 11 von 26 Gemeinden)

## Gemeinden
Die Gemeinden des Arrondissements Fontenay-le-Comte sind:
| 1. Antigny (85005)                    | 2. Auchay-sur-Vendée (85009)           | 3. Bazoges-en-Pareds (85014)                    | 4. Benet (85020)                        |
| 5. Bessay (85023)                     | 6. Bouillé-Courdault (85028)           | 7. Bourneau (85033)                             | 8. Chaillé-les-Marais (85042)           |
| 9. Champagné-les-Marais (85049)       | 10. Chasnais (85058)                   | 11. Château-Guibert (85061)                     | 12. Chavagnes-les-Redoux (85066)        |
| 13. Cheffois (85067)                  | 14. Corpe (85073)                      | 15. Damvix (85078)                              | 16. Doix lès Fontaines (85080)          |
| 17. Faymoreau (85087)                 | 18. Fontenay-le-Comte (85092)          | 19. Foussais-Payré (85094)                      | 20. Grues (85104)                       |
| 21. L’Hermenault (85110)              | 22. L’Île-d’Elle (85111)               | 23. L’Orbrie (85167)                            | 24. La Bretonnière-la-Claye (85036)     |
| 25. La Caillère-Saint-Hilaire (85040) | 26. La Chapelle-Thémer (85056)         | 27. La Châtaigneraie (85059)                    | 28. La Couture (85074)                  |
| 29. La Jaudonnière (85115)            | 30. La Meilleraie-Tillay (85140)       | 31. La Réorthe (85188)                          | 32. La Taillée (85286)                  |
| 33. Lairoux (85117)                   | 34. Le Boupère (85031)                 | 35. Le Gué-de-Velluire (85105)                  | 36. Le Langon (85121)                   |
| 37. Le Mazeau (85139)                 | 38. Les Magnils-Reigniers (85131)      | 39. Les Pineaux (85175)                         | 40. Les Velluire-sur-Vendée (85177)     |
| 41. Liez (85123)                      | 42. Loge-Fougereuse (85125)            | 43. Longèves (85126)                            | 44. Luçon (85128)                       |
| 45. Maillé (85132)                    | 46. Maillezais (85133)                 | 47. Mareuil-sur-Lay-Dissais (85135)             | 48. Marillet (85136)                    |
| 49. Marsais-Sainte-Radégonde (85137)  | 50. Menomblet (85141)                  | 51. Mervent (85143)                             | 52. Monsireigne (85145)                 |
| 53. Montournais (85147)               | 54. Montreuil (85148)                  | 55. Moreilles (85149)                           | 56. Mouilleron-Saint-Germain (85154)    |
| 57. Moutiers-sur-le-Lay (85157)       | 58. Mouzeuil-Saint-Martin (85158)      | 59. Nalliers (85159)                            | 60. Péault (85171)                      |
| 61. Petosse (85174)                   | 62. Pissotte (85176)                   | 63. Pouillé (85181)                             | 64. Pouzauges (85182)                   |
| 65. Puy-de-Serre (85184)              | 66. Puyravault (85185)                 | 67. Réaumur (85187)                             | 68. Rives-d’Autise (85162)              |
| 69. Rives-du-Fougerais (85292)        | 70. Rosnay (85193)                     | 71. Saint-Aubin-la-Plaine (85199)               | 72. Saint-Cyr-des-Gâts (85205)          |
| 73. Saint-Denis-du-Payré (85207)      | 74. Saint-Étienne-de-Brillouet (85209) | 75. Sainte-Gemme-la-Plaine (85216)              | 76. Saint-Hilaire-des-Loges (85227)     |
| 77. Saint-Hilaire-de-Voust (85229)    | 78. Saint-Jean-d’Hermine (85223)       | 79. Saint-Juire-Champgillon (85235)             | 80. Saint-Laurent-de-la-Salle (85237)   |
| 81. Saint-Martin-de-Fraigneau (85244) | 82. Saint-Martin-des-Fontaines (85245) | 83. Saint-Martin-Lars-en-Sainte-Hermine (85248) | 84. Saint-Maurice-des-Noues (85251)     |
| 85. Saint-Maurice-le-Girard (85252)   | 86. Saint-Mesmin (85254)               | 87. Saint-Michel-en-l’Herm (85255)              | 88. Saint-Michel-le-Cloucq (85256)      |
| 89. Sainte-Pexine (85261)             | 90. Saint-Pierre-du-Chemin (85264)     | 91. Saint-Pierre-le-Vieux (85265)               | 92. Sainte-Radégonde-des-Noyers (85267) |
| 93. Saint-Sigismond (85269)           | 94. Saint-Valérien (85274)             | 95. Sérigné (85281)                             | 96. Sèvremont (85090)                   |
| 97. Tallud-Sainte-Gemme (85287)       | 98. Terval (85289)                     | 99. Thiré (85290)                               | 100. Triaize (85297)                    |
| 101. Vix (85303)                      | 102. Vouillé-les-Marais (85304)        | 103. Vouvant (85305)                            | 104. Xanton-Chassenon (85306)           |

## Neuordnung der Arrondissements 2017

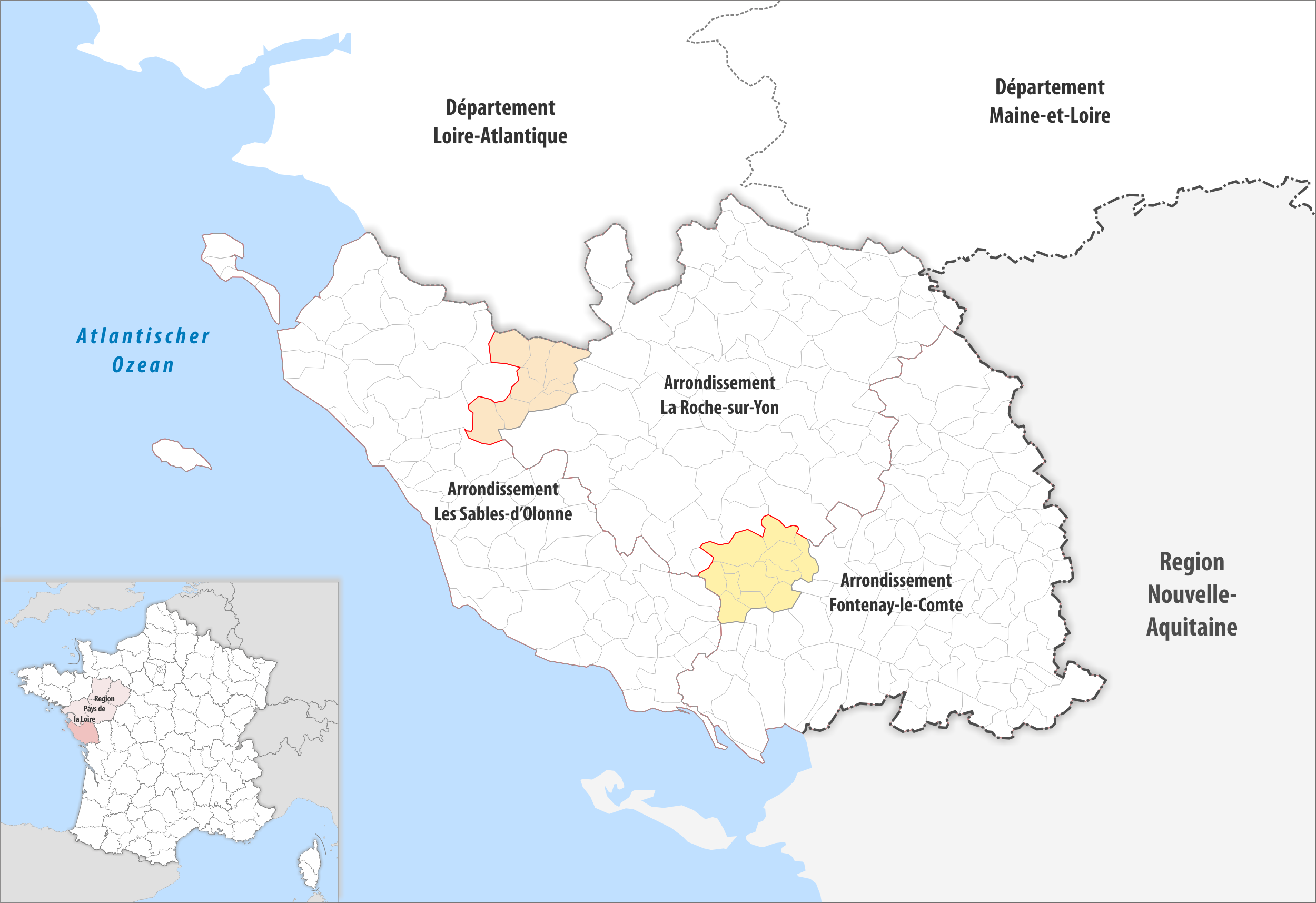
Arrondissementsanpassungen im Jahr 2017

Durch die Neuordnung der Arrondissements im Jahr 2017 wurde aus dem Arrondissement La Roche-sur-Yon die elf Gemeinden Bessay, Château-Guibert, Corpe, La Bretonnière-la-Claye, La Couture, Les Pineaux, Mareuil-sur-Lay-Dissais, Moutiers-sur-le-Lay, Péault, Rosnay und Sainte-Pexine dem Arrondissement Fontenay-le-Comte zugewiesen.

## Ehemalige Gemeinden seit der landesweiten Neuordnung der Kantone
bis 2024: Sainte-Hermine, Saint-Jean-de-Beugné
bis 2023: Cezais, Saint-Sulpice-en-Pareds, Thouarsais-Bouildroux
bis 2022: Breuil-Barret, La Chapelle-aux-Lys, La Tardière
bis 2021: L'Aiguillon-sur-Mer
bis 2018: Le Poiré-sur-Velluire, Velluire, Nieul-sur-l’Autise, Oulmes
bis 2016: Auzay, Chaix
bis 2015: Doix, Fontaines, La Flocellière, La Pommeraie-sur-Sèvre, Les Châtelliers-Châteaumur, Mouilleron-en-Pareds, Saint-Germain-l’Aiguiller, Saint-Michel-Mont-Mercure